# إضاءة 77
إضاءة 77 جماعة أدبية ظهرت في مصر وأصدرت مجلة دورية بجهودها الخاصة وهي ترى أن الأدب أدراك جمالي للواقع تجنح نحو التجديد. كوّن في سنة 1977 عدد من الكتاب الشباب جماعة «إضاءة 77» وتصدر بياناتها الشعرية، وبيان الحركة التي كانت أول خروج قوي على قصيدة التفعيلة التي اختط ريادتها في مصر شعراء مهمون منهم صلاح عبد الصبور وأحمد عبد المعطي حجازي ومحمد إبراهيم أبوسنة وكمال نشأت وحسن فتح الباب. ترفض الجماعة منظومة الشعر الحديث وتراتبياته المعلنة في مصر.